# پیمان (فیلم ۲۰۰۳)
«پیمان» (انگلیسی: The Pact (2003 film)) فیلمی در ژانر مهیج است که در سال ۲۰۰۳ منتشر شد. از بازیگران آن می‌توان به رابرت مامون اشاره کرد.